# 阿部愛莉
阿部 愛莉（あべ あいり、1996年12月6日 - ）は、日本の卓球選手。愛知県出身。

## 人物
私立四天王寺中学校を経て、同高校を2015年に卒業。2019年早稲田大学卒業後、デンソーに就職し日本卓球リーグでプレー。2023年8月31日をもってデンソーを退社。
2013年5月に行われたスペインジュニア＆カデットオープンに日本代表として出場し、団体優勝に貢献、自らもシングルス3位入賞を果たした。同年のインターハイ女子学校対抗・シングルス二冠。
2015年の全日本卓球選手権大会では四天王寺高校のチームメイトである森薗美月と共にダブルスに出場し、決勝で平野早矢香、石川佳純ペアに破れるも準優勝。